# 삼국 시대의 문학
삼국 시대의 문학은 고구려, 백제, 신라의 삼국이 성립된 시기와 후삼국 시대까지 대개 서기 1세기부터 10세기에 이르는 기간에 형성되었다.

## 특징
삼국 시대 이전의 원시 문학을 집단 가무 시대라 한다면 삼국 문학은 개성 자각의 문학 시대라고 집약해서 말할 수 있다.
이 시대의 문학은 어떠한 부족이나 국가를 대표하는 영웅에 대한 이야기와 노래를 하는 것이 아니라 같은 영웅일지라도 개인으로서의 영웅의 부귀와 영화, 그리고 평범한 필부나 촌녀의 기쁨이나 슬픔을 노래하였다. 이 시대의 문학은 집단적·객관적·영웅적인 것에서 개인적·주관적·서정적인 것으로 그 모습을 드러내게 된다. 그러나 이 시대 문학은 전대(前代)보다 발전된 것은 사실이나 아직도 가요와 설화가 확연히 구분되지 않고, 가요의 유래에 대한 설화가 반드시 수반되어서야 겨우 그 생명을 유지한 사실로 보아 아직도 전대 문학의 잔영을 그대로 물려받고 있다.
고구려는 서사 문학이 특히 발달하여 많은 설화 문학을 후세에 전하고 있다. 또 한반도의 동남과 서남쪽에 위치한 신라와 백제는 서정적인 가요 문학이 발달했다.
이 시대의 주요 문학인으로는 〈신집〉을 집필한 이문진, 일본에 학문을 전한 왕인, 백제의 역사서를 편찬한 고흥, 신라의 역사서를 편찬한 거칠부 등이 있다.

## 삼국 시대 문학의 전개
삼국 시대에 있어 문화 교류의 중요한 기틀이 된 학자는 유교 문화뿐 아니라 불교 문화의 큰 힘을 입게 되었는데, 불교의 전래는 그 중요한 의의를 갖게 되었다. 고구려는 제19대 소수림왕 2년(372년)에 전진의 왕 부견이 보낸 승려 순도를 받아들임으로써 한국 최초의 불교가 전래되었다.
백제는 제15대 침류왕 원년(384년)에 동진으로부터 들어온 인도의 승려 마라난타가 불교를 전래하였고, 신라는 눌지왕 때 고구려의 승려 묵호자가 민간에 전래하고, 법흥왕 때 이차돈의 죽음으로 전파되기 시작했다. 이후 불교는 거의 천 년간 한민족의 신앙을 지배하여 찬란한 불교문화를 이룩했고, 이때부터 한문과 같이 들어온 유교와 고구려 말에 들어온 도교(道敎)의 사상과 더불어 한국의 정신적·사회적 생활을 지배하게 되었다.

## 삼국 시대의 한문 문학
한민족은 전래된 한자의 사용으로 이제까지 구송된 역사·문학을 정착시켰다. 유·불·선의 교리에 영향을 받은 문학이 성행하였다. 또한 아름다운 자연 속에서 솟구치는 시정을 서술하는 데 한문학은 한문자와 아울러 삼국의 귀족을 매료시키고 여기에서 문학으로서의 한문학이 꽃피게 되었다.

## 문학 분야별 분류

### 시가 문학
삼국은 각기 부족 연맹으로부터 세력을 키워 고대 국가로 성장하였으며, 이 과정에서 자체의 문학을 발전시켰던 것으로 보인다. 삼국이 초창기에는 아직 문화적으로 제의와 밀접히 관련된 원시의 치졸한 단계에 머물러 있던 것이 삼국 시대에 이르러서는 이러한 집단적·제의적 성격을 탈피하여 개인적인 문학예술이 발달을 보게 된 것이다. 향가는 세련된 개인 창작시로서 남북국 시대의 문학을 대표하고 있다.
신라 유리왕 연대에 지어진 〈도솔가〉, 〈회소곡〉 등은 농업 국가를 형성한 신라 민족의 제신적인 성격에서 벗어난 비종교적인 시가이다. 향가는 신라의 삼국 통일 이후 본격적으로 발달한 시가 양식이다. 이것은 특히 경주 지방을 중심으로 한 화랑·승려 등 신라의 중앙 귀족층에 의해서 발달된 것으로 보인다. 따라서 제의적·민요적인 것과는 달리 개인 창작 예술로서 어디까지나 귀족 문학인 것이다. 이 향가의 완성형은 10구체이며, 그 과도기적인 형태로서 4구체와 8구체가 있다. 내용 면에서 보면, 주로 생사(生死) 등 인생의 심각한 문제를 높은 종교적인 차원으로까지 끌어올려 우아한 언어로 표현한 고상한 서정시이다.
현재 전통적인 신라 향가 14수와 균여의 불교찬가로 지어진 11수가 전하고 있다. 신라 말기에 위홍과 대구화상에 의해 향가집 〈삼대목〉이 편찬되었다고는 하나 현재는 전하지 않는다.

### 설화 문학
삼국 시대의 설화가 《삼국사기》, 《삼국유사》 등 고려 시대에 성립된 역사서에 풍부하게 수록되어 있다. 그런데 그 전부를 삼국 시대의 문학에 포함시키는 것은 무리이지만, 그 중 상당 부분은 삼국 시대부터 전승되어 오던 것을 채록했다고 보아 삼국 시대의 현실을 반영한 삼국 시대의 문학으로 취급하게 되는 것이다.
동명왕 건국 설화나 혁거세 건국 신화, 탈해 전승 등은 부족 연맹 간의 투쟁을 통해서 승리를 획득하여 고대 국가를 건설한 영웅의 위업을 그린 민족적인 서사 문학이다. 그리고 이민족과의 강력한 투쟁을 통해서 동북아시아에 강대한 고대 제국을 건설한 광개토왕의 비문은 그의 민족적인 위대한 업적과 고구려 민족의 긍지를 표현한 것으로 역시 한 편의 민족 서사시로 보아야 할 것이다.
《삼국유사》에 수록된 김유신 설화 역시 신라의 삼국 통일을 완수하는 과정에서 한 인물의 영웅적인 인간상과 활동을 형상화한 것이다.
궁예와 견훤의 설화의 경우는 신라 말기 사회에 있어서 중앙 귀족의 지배 체제에 반기를 들고 일어선 지방 호족 세력의 투쟁을 나타낸 것으로 주목된다. 이 밖에 《삼국사기》에 수록된 〈온달 설화〉, 〈호동왕자〉, 《삼국유사》에 수록된 〈호원〉, 〈노힐부득〉, 〈달달박박〉 등 우수한 설화 문학 작품이 많이 있다.

#### 설화 문학의 특징
고구려의 시가는 〈황조가〉 외에 〈내원성가〉, 〈연양가〉, 〈명주가〉 등이 문헌 가운데 전하고 있으나, 그 가사는 전하지 않고 줄거리만이 《고려사》 삼국속악조에 적혀 있을 뿐이다.
또한 그 외에도 질투를 하다 가죽주머니에 담겨 죽은 〈관나부인 설화〉, 나랏돼지를 잡으러 갔다가 도읍지를 발견하고 주통촌녀를 발견하고 혈통을 이을 왕자를 낳았다는 〈교축일 설화〉, 낙랑왕 최리의 딸과 결혼하여 그 나라의 수호적인 자명고를 파괴케 하고 마침내 싸움에 이긴 〈호동왕자 설화〉, 활을 잘 쏘며 주춧돌 밑에 감추었던 단검을 발견하고 부왕을 찾아보았다는 〈유리태자 설화〉 등은 모두 고구려의 설화 문학이라 할 수 있다.
또한 백제의 대표적 설화로는 〈도미전〉이 전해 오고 있다.

#### 온달 설화
온달 설화는 고구려의 대표적인 설화이다.
《삼국사기》에 전하며 뒤에 민간설화로 전승되었다. 이 설화에는 유교의 삼강의리가 가미된 색채를 발견할 수 있고, 유교적인 열과 효와 충을 보게 된다. 줄거리를 요약하면 다음과 같다.

고구려의 평강왕 때 얼굴이 못생기고 가난하고 어리석어 바보 온달이라 불리는 마음씨 좋은 사나이가 있었다. 왕이 울기만 잘하는 그의 딸, 평강공주에게 울려거든 바보 온달에게나 시집가라고 입버릇처럼 말해 왔다.
그 후 공주는 커서 가난하고 어리석은 온달에게 시집가기를 청하니 이에 아버지의 노여움을 사서 쫓겨나게 되었다. 공주는 온달과 부부가 되어 왕궁에서 가지고 나온 금붙이로 살림을 장만하고 온달로 하여금 용맹과 지혜를 갖도록 내조를 한 끝에 온달은 용맹한 장군이 되었고, 드디어 후주 무제의 군사를 맞아 예산에서 싸워 큰 공을 세우고, 임금의 칭찬을 받아 부마가 되었다. 그러나 그는 뒤에 신라 군사와 싸우다가 공을 세운 후 전사하였다.

#### 도미전
도미전(都彌傳)은 백제의 대표적 설화로서,《삼국사기》 및 〈오륜 행실도〉 권3 열녀조에 실려 전한다.
주제는 정절로 백제 여인의 결백한 생활을 반영한 것이다. 《삼국사기》 열전 제8 도미조에 다음과 같은 내용의 이야기가 실려 전한다.

도미는 백제 사람인데 그 아내가 매우 아름답고 정절이 있었다. 개루왕이 그 소문을 듣고 시험해 보고자 신하에게 거짓왕의 차림을 시켜 도미의 처에게 보내니 도미의 처가 꾀를 써서 속였다. 뒤에 속은 줄 알고 도미를 잡아 눈을 뺀 후 배에 실어 강에 흘려버리고 그의 처를 겁탈하려고 하니, 처가 다시 지금 월경(月經)이 있는 중이라 속이고 도망쳐서 강에 이르러 통곡했다. 그러자 갑자기 배가 이르기에 그것을 타고 천성도(泉城道)에 이르러 우연히 아직 살아 있는 남편을 만나 함께 고구려로 도망하여 거기서 한평생을 마쳤다는 이야기다.

## 화랑 문학
처음 신라는 경주 지역의 6부를 근거로 일어났으며, 진한·마한·가락·가야 등을 통합하여 부족국가로서의 기반을 닦았다.
고구려와 백제로부터 잦은 침략을 받아 오다가 뒤에 태종무열왕과 문무왕 때 비로소 삼국 통일의 대업을 이룩하게 되었다.
특히 삼국 통일을 이룩하기까지에는 화랑제도와 화백과 같은 제도적 운영의 효과가 큰 힘을 발휘했다. 법흥왕과 진흥왕은 그때 들어온 불교를 정치와 문화 방면에 이용하여 유·불·도 3교의 결정체인 원화(源花)와 화랑을 신봉하게 되었다.
| “ | 37년 비로소 원화를 받들어 선랑을 삼았다. 처음에 군신이 사람을 알 도리가 없어 모여 함께 놀게 하고 그 행위를 보아 들어 쓰고자 하여 드디어 미녀 두 사람을 골랐으니 하나는 남무요, 하나는 준정이다. 3백여 인을 모았더니 그 두 여자가 서로 시새워하여 준정이 남무를 유인, 억지로 술을 권하여 취하게 한 후에 강물에 던져 죽였다. 그 무리들은 싸우고 흩어지매 그 후로는 남자를 뽑아 단장을 시켜 받들어 화랑을 삼았다. 이에 무리들이 구름처럼 모여 혹은 도의로써 서로 닦고, 혹은 가악으로써 서로 기꺼워하고, 산수에 놀아 멀어도 아니 미치는 곳이 없었다. 이로 인하여 사람의 옳고 그름을 알고 그 옳은 이를 뽑아 조정에 천거했다. 그러므로 김대문의 《화랑세기》에는 현좌 충신이 이로 좇아 뛰어나고, 양장 맹졸이 이로 말미암아 생겼다 하고, 최치원의 《난랑비서》에는 나라에 현묘한 도가 있으니 이르되 풍류라, 실은 3교를 포함하여 군생을 접화하였으니, 말하자면 들어서는 집에 효하고, 나서는 나라에 충함은 노사구의 뜻이요, 하염없는 일에 처하여 말이 없는 교를 행함은 주주사의 종이요, 모든 악을 짓지 말고 모든 선을 받들어 행함은 축건태자의 화라 하고, 또 영호징의 〈신라국기〉에는 귀인의 아름다운 이를 골라 단장을 시켜 받들어 이름을 화랑이라 하여 나라 사람이 다 높이 섬겼으니 이는 대개 왕화의 방편이라 했다. 원랑으로부터 나말까지 무릇 3백여 인인데 그중 사선이 가장 어질고 또한 세기중과 같다. | ” |
|   | — 각훈(覺訓), 《해동고승전》(海東高僧傳) 법운조(法雲條) |   |

또한 《삼국사기》 진흥왕조와 사다함조 등의 기록을 통해 볼 때 화랑제도는 진흥왕 때부터 비롯하여 신라 통일 때 그 무리가 큰 활약을 했고, 통일 후에는 한 풍류적 존재로 변모한 듯하다. 그들은 도의와 가락과 자연을 통하여 단결을 도모하였고, 이들 화랑의 생활은 풍류의 도를 이룩하고 이것은 곧 신라 향가 문학의 바탕이 되었다.

## 중국과의 교류
삼국은 일찍부터 중국과의 문화적인 접촉이 있었으며, 한문을 수용하였던 것으로 보인다. 특히 선진 고구려는 국가 교육 기관에서 한자 및 중국 고전을 교육했다. 일찍이 자기의 역사를 기록한 유기(留記)가 있었는데, 이를 뒤에 태학박사 이문진이 〈신집〉으로 개찬하였다. 그리고 을지문덕이 지은 〈여수장우중문시〉는 한시로서 한국 최초의 것이다.
백제 역시 육조의 문물에 빈번히 접하였으며, 한문학의 수준이 높았던 것으로 보이니 고흥이 지은 〈서기〉라는 역사서가 있었으며, 한문을 일본에 전한 것도 백제였다.
신라는 강수, 설총 등의 한문학자들이 배출되었는데, 이들은 최고 귀족층인 성골·진골에 대하여 육두품 출신 귀족으로 신라 사회에서 새로운 지식 계층을 형성해 가고 있었다.
신라 말기에 접어들어 당나라에 유학하고 돌아온 신진 지식 계급층의 최치원, 최광유, 박인범, 최승우 등의 활약으로 한문학이 크게 일어났다. 육두품 이하 출신인 그들은 정치적으로 신라적인 골품제를 개혁하려 했으나 실패하고, 더러는 현실을 도피해 신선사상에 귀의하고 더러는 왕건에 협력하여 뒤에 고려의 문신층을 형성하기에 이르렀다. 당시 한문학은 외교 문서의 작성, 비문, 역사 서술, 불교적인 저술 등 실제적인 데 필요했으며, 자연히 형식에 치중한 변려문이 발달하였다.
이들 견당 유학생에 의해서 한시도 본격적으로 발달되는데, 당시 한시는 최고 귀족층의 향가 문학에 대립하여 선진 지식층의 문학으로 성장했으며, 당시의 영향을 받아 율어, 절구 등 금체시가 위주였다. 변려문과 한시로 삼국 시대를 대표하는 한문학가는 최치원이었다.

## 같이 보기
- 한국의 고대 시가
- 삼국 시대의 문화